# アジア太平洋災害医学カンファレンス
アジア太平洋災害医学カンファレンス（アジアたいへいようさいがいいがくカンファレンス、英: Asia-Pacific Conference on Disaster Medicinee、APCDM）は、アジア太平洋各国の災害医療研究者により組織された学術団体。国際的な視点で、災害医療に関する意見交換を行うカンファレンス（会議）である。

## 概要
1988年に、アジア太平洋地域の災害医療の専門家により設立された。第1回開催地大阪、会長は太田宗夫大阪府立千里救命救急センター所長（準備委員長鵜飼卓同副所長）。

## 学術集会の開催
学術集会を、Asia-Pacific Conference on Disaster Medicine（略称：APCDM） としてアジア太平洋諸国で開催している。第5回は2000年にバンクーバー（カナダ）、第6回は2002年2月18日-22日に福岡（日本）で久留米大学救急医学加来信雄教授（当時）が会長を務めた。

第7回は2004年10月30日-11月2日に上海（中国）、第8回は2006年11月20日-22日に東京（日本）で開催され、日本医科大学救急医学・山本保博教授（当時）が会長を務めた。

第9回は2008年11月2日-4日にソウル（韓国）、第10回は2010年8月26日-28日に札幌（日本）で開催され、札幌医科大学救急・集中治療医学講座・浅井康文教授が会長を務めた。

第11回は2012年9月26日-29日にインドネシアバリ（日本）で開催。

第12回は2014年9月17日-9月19日の日程で、日本の東京都、東京ドームホテルで開催を予定されており、会長には日本医科大学多摩永山病院救命救急センター特任教授である二宮宣文が会長に専任されている。